# Asceles clavatus
Asceles clavatus är en insektsart som beskrevs av Chen, S.C. och J.J. Wang 1998. Asceles clavatus ingår i släktet Asceles och familjen Diapheromeridae. Inga underarter finns listade i Catalogue of Life.